# Bergregal
Das Bergregal, auch Bergwerksregal, ist das Verfügungsrecht über die ungehobenen Bodenschätze. Historisch zählte es zu den Regalien, womit man ursprünglich die Herrschaftsrechte des Königs bezeichnete (Berghoheit). Neben dem Bergregal galt auch das Münzregal als wichtiges landesherrliches Privileg und war eine Folge aus dem Bergregal.

## Geschichte
Im frühen römischen Reich hatte der Grundeigentümer das Abbaurecht für die Bodenschätze, da Bodenschätze als Früchte des Bodens galten und diese dem Grundeigentümer zustanden. Die ersten Regalien gab es bereits im ersten Jahrtausend. Allerdings gab es das zu den Vermögensrechten gehörende Bergregal noch nicht. Kaiser und Könige, der über ein Territorium herrschende Adel oder der Klerus machten dieses Recht für sich geltend. Sie konnten dieses Recht nur aus dem Grundeigentum und einem dort vorhandenen Bodenschatz ableiten. Dies war für den König oder die Landesherren ohne Probleme möglich, da sie ja in der Regel selber die Grundeigentümer waren. Jedoch waren nicht immer Recht und Gesetz, sondern oft die politischen und wirtschaftlichen Rahmenbedingungen für die Durchsetzung des Bergregals maßgebend.
In der Ronkalischen Konstitution ließ Kaiser Barbarossa 1158 unter andern auch das Bergregal schriftlich festhalten. Mit der Ronkalischen Konstitution sollte das Recht zur Gewinnung von Bodenschätzen dem Grundbesitzer entzogen werden. Allerdings galt die Ronkalische Konstitution nur für Oberitalien und erlangte keine Rechtskraft. Allerdings war sie der Auslöser für die Trennung des Eigentums an Grund und Boden vom Eigentum an den Bodenschätzen. Durch die Machtlosigkeit der römischen Könige/Kaiser ihren theoretischen Anspruch durchzusetzen kamen die Abbaurechte im Laufe der Zeit in den Besitz der Landesherren. Dies führte zu willkürlichen Regalanmaßungen der Landesfürsten. Wegen der Kleinstaaterei und der Sonderstellung der geistlichen Fürstentümer im Heiligen Römischen Reich war das kaiserliche Bergregal kaum durchsetzbar. Vielfach wurde es deshalb an den Territorialherrn verliehen. So verlieh Friedrich I. dieses Privileg vor 1185 an Otto den Reichen, den Markgrafen der Mark Meißen. Burggraf Friedrich IV. von Nürnberg erhielt bereits 1323 das Bergregal in seinem Territorium, der Bischof von Chur im Jahr 1349. Auch der König von Böhmen war bereits vor der Goldenen Bulle Inhaber des Bergregals.
1356 wurde in der Goldenen Bulle letztlich festgeschrieben, dass nicht der Kaiser, sondern die sieben Kurfürsten (Erzbischöfe von Köln, Mainz und Trier, König von Böhmen, Pfalzgraf vom Rhein, Herzog von Sachsen, Markgraf von Brandenburg) als Landesherren dieses Vorrecht innehatten. Zuvor getroffene Belehnungen an kleinere Herrschaften blieben unberührt; in der Regel waren die Kurfürsten aber bemüht, das Bergregal der Territorialherrschaften zurückzuerhalten.
Mit dem Westfälischen Frieden ging 1648 auch der Verlust des Bergregals der großen Landesherren an die kleineren Territorialfürsten einher. Zur Durchsetzung des Bergregals erließen die Landesherren Bergordnungen, die sowohl den Bergbau, die landesherrlichen Abgaben Zehnt und den Aufbau der Bergbehörden als auch die Privilegien der Bergleute detailliert regelten.
Im 19. Jahrhundert wurde das Bergregal in den deutschen Staaten nach und nach durch die Berggesetze außer Kraft gesetzt. In Preußen wurde der Regalbergbau durch das Allgemeine Berggesetz für die Preußischen Staaten (ABG) vom 24. Juni 1865 beendet. Die Mineralien, die dem Verfügungsrecht des Grundstückseigentümers entzogen wurden, waren klar im Berggesetz geregelt. Dieser Prozess begann mit den napoleonischen Eroberungen, als in weiten Teilen Deutschlands vorübergehend französisches Recht in Kraft gesetzt wurde, und war mit dem Erlass des Allgemeinen Berggesetzes für das Königreich Sachsen vom 16. Juni 1868 im Wesentlichen abgeschlossen.

## Rechtliche Konsequenzen und Möglichkeiten
Bedingt durch das Bergregal kam es zu einer rechtlichen Trennung von Grundeigentum und Bergbauberechtigung. Dem Grundeigentümer stand nur noch für wenige unwichtige Mineralien das Aufsuchungs- und Gewinnungsrecht zu. Der Landesherr hatte aufgrund des Bergregals drei Möglichkeiten, nach denen er das Recht ausübte:
1. Er behielt sich die Gewinnung der Mineralien selbst vor (Selbstausbeute)
2. Er verlieh das Recht der Gewinnung an Dritte (Überlassung der Ausbeute)
3. Er gestattete jedermann das Recht der Gewinnung der Mineralien (Veräußerung des Bergregals an Dritte)

Die erste Möglichkeit, also den Bergbau auf Rechnung des Staates zu betreiben, war selbst in den Ländern möglich, in denen der Bergbau durch Freierklärung geregelt war. Allerdings musste der Landesherr ausdrücklich Verzicht auf die Ausbeutung der Bodenschätze geleistet haben. Eine Monopolstellung des Staates im Bergbau hat es in keinem deutschen Staat gegeben. Selbst in Europa hat kein Regent den Bergbau zum Monopol erklärt. Die Form der Verleihung von Bergrechten reicht zurück bis in die Zeit des Lehnswesens. Es wurden aber nicht nur bestimmten Einzelpersonen, sondern auch ganzen Ständen oder Städten die Bergwerksprivilegien verliehen. Insbesondere Städte, in denen lange Zeit Bergbau betrieben wurde, erhielten als Bergstädte besondere Privilegien und Vorrechte. Eines dieser Vorrechte war die Bergfreiheit mit den damit verbundenen Privilegien der Bergleute und Bürger. Diese Privilegien sollten dazu dienen, den Bergbau und das Wachstum der Städte zu fördern. Allerdings gehörten die Verleihungen nicht zur wesentlichen Ausübung des Bergregals, sondern sie beruhten in den deutschen Staaten auf den alten deutschen Bergwerksverfassungen. In diesen alten Bergwerksverfassungen wurde das Bergregal durch den frei erklärten Bergbau ausgeübt. Es war auch durchaus üblich, dass alle drei Möglichkeiten in ein und demselben Land gleichzeitig genutzt wurden.

## Unterscheidung und Abgrenzung
Welche Mineralien unter das Bergregal fielen, war in einzelnen Bergbauländern unterschiedlich geregelt, es gab zwei Einteilungen: das obere oder höhere und das niedere Bergregal. Das höhere Bergregal, das den Bergbau auf die Edelmetalle (Gold und Silber) sowie Salz und Edelsteine beinhaltete, verblieb fast ausnahmslos beim Landesherren. Edelsteine und Salz gehörten jedoch nicht in allen Ländern zum oberen Bergregal. Das niedere Bergregal umfasste den Bergbau auf niedere Metalle, wie Eisen, Zinn, Kupfer, Kobalt, Blei und Wismut, aber auch die Mineralien Arsenik, Schwefel, Salpeter und Spießglanz. Vielfach war dieses Regal an Dritte verliehen oder schon in der Bergordnung dem Grundherrn zugestanden.
Der Bergbau auf Steinkohle, Braunkohle und Torf unterstand nicht dem Bergregal, sondern unterlag der Verfügungsgewalt des Grundherren, da diese Bodenschätze zu den Fossilien zählten. Die Landesherren stellten aber sehr rasch fest, dass auch die Besteuerung des Steinkohlenbergbaus Geld in die Kassen brachte. Somit wurde das Bergregal in einigen deutschen Staaten bald auch auf Kohle ausgedehnt. Der Abbau von Torf blieb auch weiterhin vom Bergregal ausgenommen. Nicht unter das Bergregal fielen gewöhnliche Kieselsteine, Ton, Mergel und Kalksteine. Diese Mineralien standen dem Grundstückseigentümer zu. In den preußischen Staaten fielen auch Halbedelsteine und Edelsteine nicht unter das Bergregal, wenn sie lose auf einem Acker lagen oder durch ökonomische Arbeiten wie beispielsweise Pflügen hochgebracht wurden.

## Probleme
Mit dem Bergregal kam es auch zu Problemen in den betroffenen Ländern. In den Ländern, in denen bestimmte Bodenschätze nicht dem Bergrecht unterstanden und nun mit dem Bergregal neu geregelt wurden, gab es heftigen Widerstand durch die betroffenen Bergbautreibenden. Diese wollten sich zunächst nicht mit den Vorschriften des Mutens oder der Verleihung des Bergwerkseigentums abfinden. Auch die neuen Steuern, wie der Bergwerkszehnt und sonstige Bergwerksabgaben wie das Quatembergeld, führten unter den Bergbautreibenden zu Unruhen. Die Einziehung des Kohlezehnten führte am Anfang häufig zu Streitigkeiten. Für den Kohlezehnt wurden zunächst 10 Prozent der Kohleförderung abgetrennt und auf einen gesonderten Haufen aufgeschüttet. Diese Kohle musste zuerst verkauft werden, der Erlös ging dann an den Landesherrn. Oftmals wurde die Kohle über Nacht gestohlen. Hinzu kam die Beaufsichtigung des Betriebes durch die Bergbehörde. Im märkischen Bergrevier beispielsweise kam es deshalb zu Unruhen, die das Eingreifen des Militärs erforderlich machten.
Weitere Probleme ergaben sich durch die Lagerstätten selber. Wenn eine Lagerstätte sich über zwei Territorien verteilte, kam es im Bereich der Landesgrenzen zu Unstimmigkeiten. Die Bergbautreibenden gerieten oftmals in Streit. Da es auf jeder Seite der Landesgrenze eine andere Zuständigkeit gab, ergab sich hierbei das Problem, welches Berggericht zuständig war und den Fall behandeln sollte. Dies führte dazu, dass das Verhältnis der Landesfürsten ebenfalls gestört war. Letztendlich belasteten diese Streitigkeiten auch den Bergbau in der betroffenen Region. An dieser Situation änderte sich nur etwas, wenn die Kompetenzen des einen Berggerichtes höher waren als die Kompetenzen des anderen Berggerichtes.

## Ökonomie
Das Bergregal war für den Inhaber eine wesentliche Einnahmequelle. Der sich daraus ergebende Anspruch auf einen festgelegten Prozentsatz (üblicherweise 10 %) des geförderten Rohstoffes (zu Beginn des Bergbaues meist Salz oder Erz) jeder Grube, (Bergzehnt oder Fron genannt) war die Grundlage für den Reichtum der Landesherren und finanzierte deren kostspielige Hofstaaten. Bei Bedarf stand dem Inhaber des Bergregals auch ein Vorkaufsrecht zu. Dies kam einem Monopol gleich. Auf diese Weise legten viele Regionen ökonomische Grundlagen für ihre weitere Entwicklung und die Landesherren und Territorialfürsten zeigten großes Interesse an der Förderung der Bergwerke auf ihren Gebieten, sei es durch Vorschüsse, Zuschüsse oder Mitbau, denn ein darniederliegender Bergbau führte auch zu einer leeren Staatskasse.

## Heutige Regelungen
Nach dem Ende des Bergregals wurden in den jeweiligen Bergbauländern entsprechende Berggesetze geschaffen, die den Abbau von Bodenschätzen regelten. In Deutschland wird das Auffinden und der Abbau von Bodenschätzen im Bundesberggesetz geregelt. In Österreich regelt das Mineralrohstoffgesetz das Schürfen und Abbauen von mineralischen Rohstoffen. In der Schweiz, wo man auch heute noch vom Bergregal spricht, darunter aber ein wirtschaftliches Hoheitsrecht des Staates versteht, wird das Aufsuchen und der Abbau von Mineralien durch kantonales Recht geregelt.